# Меркулаевка
Меркулаевка  — посёлок в Майкопском муниципальном районе Республики Адыгея России. Входит в состав Даховского сельского поселения.

## География
Расположен в долине реки Меркулаевка (в среднем её течении). До центра сельского поселения — станицы Даховской — около 9,5 кило метров по дороге.

## История
Посёлок был основан как третье отделение Даховского совхоза в 1966 году для развития сельского хозяйства — выращивания плодовых и овощных. Совхоз был закрыт в 90-х годах.

## Население
| 2002 | 2010 | 2013 | 2014 | 2015 | 2016 | 2017 |
| ---- | ---- | ---- | ---- | ---- | ---- | ---- |
| 73   | ↘57  | ↗64  | ↘62  | ↘57  | →57  | ↘53  |
| 2018 | 2019 | 2020 | 2021 | 2023 | 2024 |      |
| ↘52  | ↘43  | ↗45  | ↗81  | ↗84  | ↘83  |      |

По данным Всероссийской переписи населения 2021 года:
| Народ   | Численность, чел. | Доля от всего населения, % |
| ------- | ----------------- | -------------------------- |
| русские | 73                | 90,12 %                    |
| адыги   | 8                 | 9,88 %                     |
| всего   | 81                | 100,0 %                    |

## Улицы
- Мира,
- Садовая,
- Цветочная.